# Kätkytsaari (ö i Norra Savolax, Norra Savolax)
Kätkytsaari är en ö i Finland. Den ligger i sjön Sälevä och i kommunen Sonkajärvi i den ekonomiska regionen  Övre Savolax ekonomiska region  och landskapet Norra Savolax, i den centrala delen av landet, 400 km norr om huvudstaden Helsingfors. Öns area är 0,5 hektar och dess största längd är 120 meter i sydöst-nordvästlig riktning.